# Casa del dottor Gaudeaumus
Casa del dottor Gaudeaumus (o Das Haus ohne Tür und Fenster o Das Haus des Dr. Gaudeamus) è un film muto del 1921 diretto da Friedrich Fehér. Il soggetto si basa su un romanzo di Thea von Harbou, Das Haus ohne Tür und Fenster, titolo che venne usato anche per il film, conosciuto in Germania anche come Das Haus des Dr. Gaudeamus.

## Trama
Prima delle nozze, un alpinista si reca in montagna con la futura moglie che, però, ha un grave incidente e si rompe ambedue le gambe. Dopo il matrimonio, la coppia si stabilisce in una casa "senza porta e senza finestre" progettata da un architetto mezzo matto.

## Produzione
Il film fu prodotto dalla Vicor-Film (Berlin).

## Distribuzione
Uscì nelle sale cinematografiche austriache il 23 maggio 1921.